# Léon Adolphe Amette
Pour les articles homonymes, voir Amette.
Léon Adolphe Amette, né le 6 septembre 1850 à Douville-sur-Andelle (Eure) et mort le 29 août 1920 à Antony près de Paris, est un prélat français, cardinal et archevêque de Paris.

## Biographie

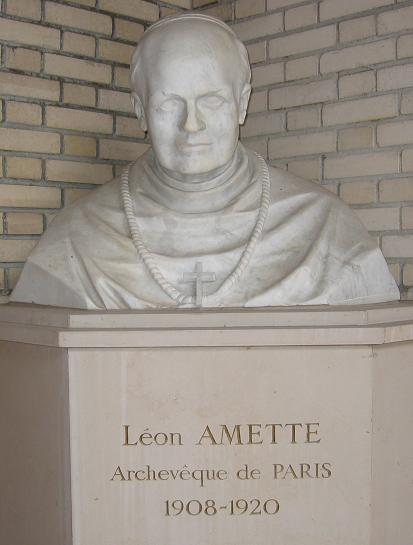
Buste à l'église Saint-Léon (Paris).

À l'issue de sa scolarité, Léon Adolphe Amette entre au séminaire Saint-Sulpice, où il étudie la philosophie et la théologie. Ordonné prêtre en 1873, il devient ensuite secrétaire personnel de l'évêque d'Évreux François Grolleau. De 1889 à 1898, il dirige l'administration de l'évêché d'Évreux en tant que vicaire général.
En 1898, il devient évêque de Bayeux, puis en 1906 coadjuteur de l'archevêque de Paris et archevêque titulaire de Sidé (de) et en 1908 archevêque lui-même. Au consistoire du 27 novembre 1911, le pape Pie X le crée cardinal avec le titre de cardinal-prêtre de Sainte-Sabine.
Quelques mois plus tôt, en mai 1911, il menace d'excommunication tout catholique qui assisterait au ballet Le Martyre de saint Sébastien commandé et dansé par Ida Rubinstein, paroles de Gabriele D'Annunzio, musique de Claude Debussy, chorégraphie de Michel Fokine.
Il s'est beaucoup investi dans la construction de l'église Saint-Dominique de Paris et est représenté au tympan sud de cette église dans la semi-mosaïque, réalisée d'après un carton de Marie-Cécile Schmitt, où on le voit remettre les clefs de l'église à saint Dominique. Les armes figurant en bas sont celles de l'évêque. Le prêtre qui est agenouillé à droite est Pierre Rivière, administrateur de la chapelle Saint-Dominique, petit-fils de la princesse d'Arenberg et qui deviendra évêque de Monaco.
En 1906, il habite l'hôtel de Choiseul-Praslin au 48, rue de Bourgogne, dans le 7e arrondissement de Paris et habita le Hameau Fleuri à Billancourt.
Le cardinal Amette meurt le 29 août 1920 et est inhumé à Notre-Dame de Paris, âgé de 69 ans.

## Succession apostolique
Léon Adolphe Amette a ordonné les évêques suivants :
- Évêque Jean-Baptiste Desanti (1906)
- Évêque Jules-Laurent-Benjamin Morelle (1906)
- Évêque Hyacinthe-Joseph Jalabert, C.S.Sp. (1909)
- Évêque Emmanuel-Jules-Marie Marbeau (1910)
- Archevêque Jacques-Émile Sontag, C.M. (1910)
- Évêque Emmanuel-Marie-Joseph-Anthelme Martin de Gibergues (1912)
- Évêque Pierre-Louis Genoud, C.S.Sp. (1912)
- Évêque Léon-Adophe Lenfant (1915)
- Archevêque Maurice-Louis-Marie Rivière (1915)
- Archevêque Benjamin-Octave Roland-Gosselin (1919)
- Évêque Jean-Baptiste Pelt (1919)
- Évêque Raymond-René Lerouge, C.S.Sp. (1920)

## Décorations
- Grand officier de l'ordre de Léopold (par arrêté royal du 9 août 1919). L'arrêté et les insignes lui furent remis le 29 novembre 1919 par le ministre de l'Intérieur.

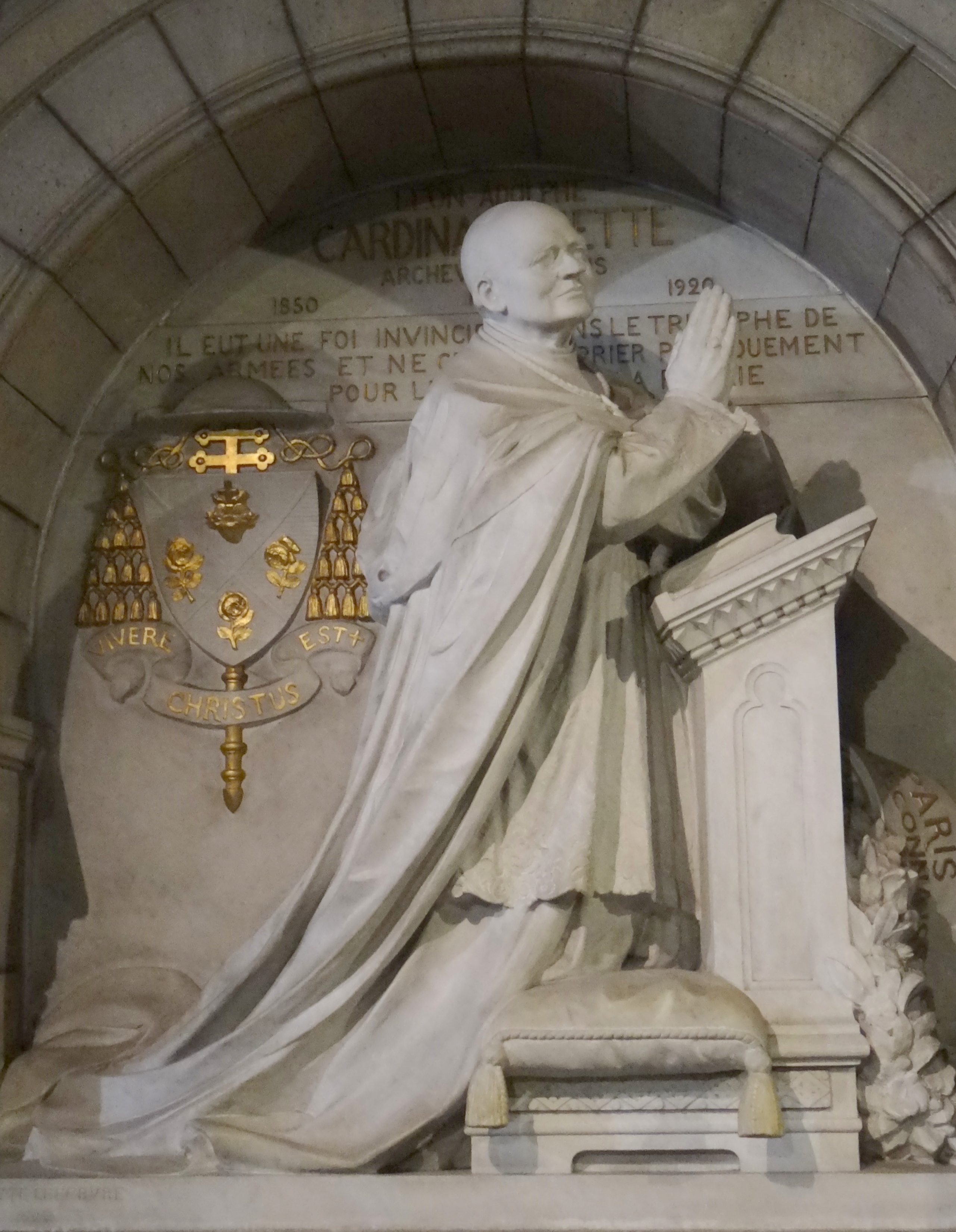
Léon Adolphe Amette, cardinal par Hippolyte Lefèbvre en la crypte de la basilique du Sacré-Cœur de Montmartre.

## Publications
- 1915 : Pendant la Guerre. Lettres pastorales et Allocutions, par S. E. le Cardinal Amette, Archevêque de Paris, Éditions Bloud et Gay, Paris[5]

## Hommages
- Une sculpture du cardinal en priant réalisée en 1923 est conservée dans la crypte de la basilique du Sacré-Cœur de Montmartre (Paris).
- Un buste du cardinal est installé dans l'église Saint-Léon (15e arrondissement de Paris). La place autour de l'église porte son nom, ainsi que l'école primaire publique installée au no 3.
- Un vitrail figurant ses armes lui rend hommage dans l'église du Cœur-Immaculé-de-Marie de Suresnes (Hauts-de-Seine), qu'il avait consacrée en 1911[6].

## Pour approfondir